# Lena Ehlers
Lena Ehlers (* 5. Juli 1980 in Berlin) ist eine deutsche Schauspielerin.

## Leben
Lena Ehlers absolvierte von 2005 bis 2008 eine Schauspielausbildung an der Filmschauspielschule Berlin. Außerdem besuchte sie Theaterworkshops an der Schaubühne Berlin und nahm privaten Unterricht in Stimmbildung und Sprecherziehung.
Nach Abschluss ihrer Ausbildung folgten Theaterengagements. 2008 spielte Ehlers am Theater Anu in Berlin in der Produktion Die große Reise. Mit dieser Produktion ging sie 2008 auch auf Tournee. 2009 trat sie am Bat Studiotheater der Hochschule für Schauspielkunst „Ernst Busch“ Berlin in dem Theaterstück Don Juan kommt aus dem Krieg von Ödön von Horváth auf.
Ehlers übernahm seit 2007 verschiedene Rollen im Film und im Fernsehen. 2009 spielte sie in der RTL-Serie Unter uns in mehreren Folgen die Gastrolle der Juwelendiebin Kelly. Ab Januar 2010 übernahm Ehlers die Serienhauptrolle der illegalen Einwanderin Dascha Petrova in der RTL-Seifenoper Gute Zeiten, schlechte Zeiten. Sie war zuvor bereits 1992 in einer kleinen Rolle in der Serie zu sehen. Mit Beginn des Mutterschutzes stieg sie im Januar 2012 bei GZSZ aus. Zuerst wurde angenommen, dass sie später zurückkehren werde, was RTL jedoch im Oktober 2012 verneinte.
Ehlers wirkte auch in einigen Kurzfilmen und Diplomfilmen mit. Sie ist außerdem als Model tätig. Sie drehte mehrere Werbespots, unter anderem für die Firmen und Marken Raiffeisenbank, Ritter Sport, Burger King, Volvic, CosmosDirekt, GoStudent, Goldsteig und Lidl.
Ehlers lebt in Berlin. Seit 22. Dezember 2011 ist sie Mutter eines Sohnes.

## Filmografie (Auswahl)
- 2009–2012: Gute Zeiten, schlechte Zeiten (Fernsehserie)
- 2005: O – Negative (Kurzfilm)
- 2007: Mitte 30 (Fernsehfilm)
- 2009: Unter uns (Fernsehserie)
- 2009: Nichts von Bedeutung (Kurzfilm)
- 2012: Die Essenz des Guten
- 2014: Meet Me in Montenegro
- 2015: Oskarreif (Kurzfilm)
- 2015: Notruf Hafenkante (Fernsehserie, Folge Alexas Puzzle)
- 2015: Macho Man
- 2015: August in Berlin
- 2017: Witch’s Milk (Kurzfilm)